# 比尔·梅尔基翁尼
威廉·P·梅尔基翁尼（英語：William P. Melchionni，1944年10月19日—），美国前职业篮球运动员。他在1966年的NBA选秀中第2轮第19顺位被费城76人选中。